# Parti Montréal - Ville-Marie
El Parti Montréal - Ville-Marie es un partido político de Montreal creado el 31 de mayo de 2005.

## Parti Montréal - Ville-Marie
1. ↑  https://archive.today/timegate/http://www.latinosenmontreal.com/noticias/2010.shtml

- Parti Montréal - Ville-Marie

- Datos: Q3589480